# Il prigioniero
Il prigioniero (Italiaans: De gevangene) is een opera van de Italiaanse componist Luigi Dallapiccola (1904-1975). Hij begon aan de opera te schrijven in 1944, gedurende de Tweede Wereldoorlog, maar voltooide hem pas in 1948 nadat de oorlog was afgelopen.
De concertante première van de opera vond plaats op 1 december 1949; deze uitvoering werd door RAI op radio uitgezonden. De eerste geënsceneerde uitvoering was op 20 mei 1950 in Florence.
De opera bestaat uit een proloog en een akte in vier scènes.
Het libretto werd door Dallapiccolla zelf geschreven en is gebaseerd op twee literaire werken. Het ene is La légende d'Ulenspiegel et de Lamme Goedzak van de Belgische schrijver Charles de Coster (1827-1879). Het andere is het korte verhaal La torture par l'espérance van de Franse schrijver Auguste Villiers de L'Isle-Adam (1838-1889) dat in 1888 was gepubliceerd als onderdeel van diens Nouveaux Contes cruels.
De opera speelt zich af ten tijde van Filips II van Spanje (1527-1598).

## Inhoud

### Proloog
In de proloog wacht de moeder van de gevangene tot ze haar zoon in de gevangenis kan bezoeken. Iets in haar zegt dat het de laatste keer zal zijn. Ze zingt over een droom die haar steeds uit haar slaap houdt: koning Filips II verschijnt haar aan het eind van een donker gewelf en verandert dan in de Dood.
De proloog wordt gevolgd door een 'intermezzo corale', de Latijnse versie van Psalm 33, vers 22 (Uw erbarmen, Heer, zij over ons, zoals wij op u gehoopt hebben.) en Psalm 132, vers 9 (Laten uw priesters, Heer, gekleed gaan in gerechtigheid. En laten uw heiligen zich verheugen.).

### Eerste akte
Eerste scène
De gevangene en zijn moeder bevinden zich in een afschuwwekkende cel in een onderaards cellencomplex in Sarragossa. De gevangene vertelt over de martelingen en de pijn, maar ook van de cipier die hem 'broertje' heeft genoemd en hem daarmee hoop op vrijheid heeft teruggegeven. Het gesprek wordt onderbroken door de cipier.
Tweede scène
De cipier zegt dat de gevangene hoop moet houden, omdat in Vlaanderen de opstand is uitgebroken en de klokke Roeland spoedig weer zou kunnen luiden om Filips' ondergang en die van de grootinquisiteur aan te kondigen. De cipier verlaat de cel, maar laat de deur op een kier staan. De gevangene gaat ervandoor.
Derde scène
Het decor verandert in de onderaardse gangen van de gevangenis waarvan de lange gewelven doen denken aan de droom van de moeder uit de proloog. De gevangene ziet op zijn vlucht een 'Fra Redemptor', maar weet zich voor hem te verbergen. Twee priesters die in een theologisch gesprek verwikkeld zijn lopen aan hem voorbij, maar zien hem niet. De gevangene meent al frisse buitenlucht te kunnen ruiken en als hij een klok hoort luiden, meent hij dat het de klokke Roeland is. Hij denkt dat hij zijn doel bereikt heeft en vrij is.
De overgang van de derde naar de vierde scène wordt gevormd door het tweede intermezzo corale met de tekst van Psalm 51, vers 17 (Heer, u zult mijn lippen openen. En mijn mond zal uw lof verkondigen.) dat uiterst luid moet klinken.
Vierde scène (slotscène)
In de vierde scène bevindt de gevangene zich in een grote tuin. Hij denkt te kunnen ontsnappen en bezingt zijn vreugde. Ondertussen zingt het koor opnieuw Psalm 51, vers 17, maar deze keer zeer zacht. Wanneer de gevangene in extase zijn armen spreidt, bevindt hij zich opeens in de armen van de grootinquisiteur, in wie de gevangene de cipier herkent: deze heeft hem hoop geschonken als laatste marteling. De grootinquisiteur vat de gevangene bij de hand en voert hem naar de brandstapel op de achtergrond, terwijl een kamerkoor languendo, gemendo et genefluctendo zingt, een gedicht van Maria Stuart (1542-1587) dat zij kort voor haar executie schreef. Dallapiccola had deze tekst eerder al gebruikt in zijn Canti prigionia, no. 1. Het kamerkoor wordt afgewisseld met een 'coro interno' dat Psalm 132, vers 9 herneemt. De opera eindigt met de gevangene die fluisterend vraagt: La libertà (de vrijheid)?'.

## Bezetting
- La madre (de moeder) - sopraan
- Il prigioniero (de gevangene) - bariton
- Il carceriere (de cipier) - tenor
- Il grande inquisitore (de grootinquisitor) - tenor (zelfde als de cipier)
- Twee priesters - tenor en bariton
- Fra Redemptor - mime